# Arrhyton
Arrhyton — рід змій родини полозових (Colubridae). Представники цього роду є ендеміками Куби.

## Види
Рід Arrhyton нараховує 9 видів:
- Arrhyton ainictum Schwartz & Garrido, 1981
- Arrhyton albicollum Diaz, Fong, Salas, & Hedges, 2021
- Arrhyton dolichura F. Werner, 1909
- Arrhyton procerum Hedges & Garrido, 1992
- Arrhyton redimitum (Cope, 1862)
- Arrhyton supernum Hedges  & Garrido, 1992
- Arrhyton taeniatum Günther, 1858
- Arrhyton tanyplectum Schwartz & Garrido, 1981
- Arrhyton vittatum (Gundlach, 1861)

## Етимологія
Наукова назва роду Arrhyton походить від сполучення слів дав.-гр. κρυπτος — прихований і δακος — той, хто кусає.